# Doleschallia noorua
Doleschallia noorua är en fjärilsart som beskrevs av Smith och Kirby 1893. Doleschallia noorua ingår i släktet Doleschallia och familjen praktfjärilar. Inga underarter finns listade i Catalogue of Life.